# Półparada

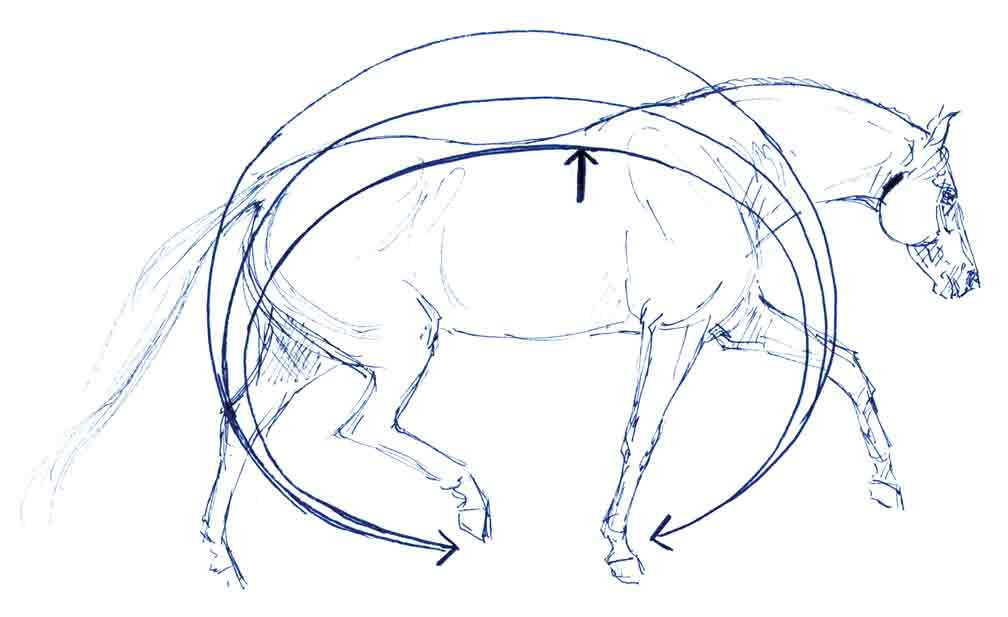
Koń aktywnie pracujący zadem – schemat

Półparada – w jeździectwie stan konia uzyskiwany poprzez zintensyfikowane działanie pomocy jeździeckich, mający na celu pobudzenie jego uwagi, skupienie jej na sygnałach jeźdźca oraz polepszenie równowagi przed wykonaniem nowego zadania, np. zmianą kierunku, przejściem do innego chodu, zatrzymaniem itp. Podczas półparady, koń powinien być elastyczny i pracować aktywnie zadem. Działanie pomocy jeźdźca powinno być jasne i zrozumiałe dla konia. Prawidłowo wykonana półparada powinna być niewidoczna dla obserwatora.